# Julie Bindel
Julie Bindel, född 20 juli 1962 i Darlington, är en brittisk radikalfeminist och journalist.

## Biografi
Bindel har varit forskare vid University of Lincoln och Leeds Metropolitan University. Hon är medgrundare av Justice for Women, en organisation vars syfte är att hjälpa och bistå kvinnor som har dödat sina våldsamma partners. År 2003 publicerade Bindel boken The Map of My Life: The Story of Emma Humphreys, vilken handlar om Emma Humphreys(en) (1967–1998), som mördade sin pojkvän och hallick och dömdes till fängelse efter monarkens gottfinnande.